# جیمز بج دیل
جیمز بج دیل (به انگلیسی: James Badge Dale) (زاده ۱ مه ۱۹۷۸) بازیگر، آمریکایی است.

## سال‌های ابتدایی زندگی
دیل در نیویورک زاده شد. وی تنها فرزند آنیتا موریس و گراور دیل است. او در دوازده سالگی در فیلم سینمایی سالار مگس‌ها (در نقش سایمون) بازی کرد.

## زندگی حرفه‌ای
او بیشتر شهرتش را به خاطر هنرنمایی در مینی‌سریال شبکه اچ‌بی‌او، اقیانوس آرام، در نقش رابرت لِکی و هم‌چنین بازی در نقش چیس ادموندز در سریال ۲۴ و نقش سایمون در فیلم ارباب پرواز (۱۹۹۰) به دست آورده‌است.
او همچنین در فیلم‌های تنها شجاعان، استرچ، دانی‌بروک، درون خاکستر و جنگل کوچک بازی کرده‌است.